# Lampona hickmani
Lampona hickmani là một loài nhện trong họ Lamponidae. Loài này được phát hiện ở Tasmanië.